# Зайончкі (Каліський повіт)
Зайончкі (пол. Zajączki) — село в Польщі, у гміні Бжезіни Каліського повіту Великопольського воєводства.
Населення — 213 осіб (2011).
У 1975-1998 роках село належало до Каліського воєводства.

## Демографія
Демографічна структура станом на 31 березня 2011 року:
|          | Загалом | Допрацездатний вік | Працездатний вік | Постпрацездатний вік |
| -------- | ------- | ------------------ | ---------------- | -------------------- |
| Чоловіки | 117     | 34                 | 73               | 10                   |
| Жінки    | 96      | 18                 | 60               | 18                   |
| Разом    | 213     | 52                 | 133              | 28                   |